# Ghiacciaio Lawrie
Il ghiacciaio Lawrie (in inglese Lawrie Glacier) (66°04′S 64°36′W) è un ghiacciaio situato sulla costa di Graham, nella parte occidentale della Terra di Graham, in Antartide. Il ghiacciaio, il cui punto più alto si trova 552 m s.l.m., fluisce tra il monte Genecand e lo sperone Mezzo, fino ad entrare nella baia di Barilari tra punta Cherkovna e punta Prestoy.

## Storia
Il ghiacciaio Lawrie è stato avvistato e mappato per la prima volta durante la spedizione britannica nella Terra di Graham, 1934-37, al comando di John Rymill. Nel 1959 è stato poi così battezzato dal Comitato britannico per i toponimi antartici in onore di Robert Lawrie, uno specialista inglese dell'equipaggiamento alpino e polare.